# Krzysztof Józef Werner
Krzysztof Józef Werner (ur. 1718, zm. 1778) – polsko-szwajcarski malarz. Początkowo zatrudniony przez króla Augusta III.

## Biografia
Krzysztof Józef Werner przeniósł się z Drezna do Warszawy w 1740 roku. W tym czasie został zatrudniony przez króla polskiego i księcia saskiego Augusta III. Po jego śmierci został zatrudniony przez nowo wybranego króla Stanisława Augusta Poniatowskiego. Namalował portret króla. Król zlecił mu wykonanie rysunków polski regaliów królewskich. W nagrodę za swoją pracę został mianowany szlachcicem przez króla Stanisława Augusta.

## Wykorzystanie prac
Prace Józefa Krzysztofa Wernera została wykorzystana przy rekonstrukcji korony Bolesława I Chrobrego w latach 2001–2003.